# 1977-es CONCACAF-bajnokság
Az 1977-es CONCACAF-bajnokság az Észak- és Közép-amerikai, valamint a Karib-térség labdarúgó-válogatottjainak kiírt hetedik labdarúgótorna volt, melyet 1977. október 8. és 23. között rendeztek. Az esemény házigazdája Mexikó volt. A tornán 6 nemzet válogatottja vett részt.
A torna egyben az 1978-as labdarúgó-világbajnokság észak-amerikai (CONCACAF) selejtezője is volt.

## Lebonyolítás
A hat csapat egy csoportot alkotott, ahol körmérkőzéseket játszottak. A csoport végeredménye lett egyben a torna végeredménye is.

## Csoportkör
| Csapat    | M | Gy | D | V | G+ | G– | Gk | P  |
| --------- | - | -- | - | - | -- | -- | -- | -- |
| Mexikó    | 5 | 5  | 0 | 0 | 20 | 5  | +5 | 10 |
| Haiti     | 5 | 3  | 1 | 1 | 6  | 6  | –1 | 7  |
| Salvador  | 5 | 2  | 1 | 2 | 8  | 9  | –1 | 5  |
| Kanada    | 5 | 2  | 1 | 2 | 7  | 8  | –1 | 5  |
| Guatemala | 5 | 1  | 1 | 3 | 8  | 10 | –2 | 3  |
| Suriname  | 5 | 0  | 0 | 5 | 6  | 17 | –9 | 0  |

| 1977. október 8. |

| Guatemala                   | 3–2   | Suriname             |
| --------------------------- | ----- | -------------------- |
| McDonald 15' 38' Alfaro 85' | (2–1) | Schal 2' Rigters 55' |

| Estadio Tecnológico, Monterrey Játékvezető: Wuertz (USA) |

| 1977. október 8. |

| Kanada   | 1–2   | Salvador       |
| -------- | ----- | -------------- |
| Budd 85' | (0–1) | Zapata 44' 84' |

| Estadio Tecnológico, Monterrey Játékvezető: Pestarino (argentin) |

| 1977. október 9. |

| Mexikó                        | 4–1   | Haiti       |
| ----------------------------- | ----- | ----------- |
| Sánchez 1' Rangel 46' 70' 82' | (1–0) | Auguste 78' |

| Estadio Azteca, Mexikóváros Játékvezető: Barreto Ruiz (uruguayi) |

| 1977. október 12. |

| Kanada                | 2–1   | Suriname               |
| --------------------- | ----- | ---------------------- |
| Parsons 32' Bakic 74' | (1–1) | Olmberg 40' (11-esből) |

| Estadio Azteca, Mexikóváros Játékvezető: Siles Calderón (Costa Rica-i) |

| 1977. október 12. |

| Mexikó             | 3–1 | Salvador |
| ------------------ | --- | -------- |
| Rangel J. Cárdenas |     | Huezo    |

| Estadio Azteca, Mexikóváros Játékvezető: Kibritjian (USA) |

| 1977. október 12. |

| Guatemala | 1–2 | Haiti           |
| --------- | --- | --------------- |
| Mitrovich |     | Gerald Domingue |

| Estadio Tecnológico, Monterrey Játékvezető: Pestarino (argentin) |

| 1977. október 15. |

| Mexikó                                 | 8–1 | Suriname      |
| -------------------------------------- | --- | ------------- |
| Isiordia Jiménez Sánchez Chávez Rangel |     | Remie Olmberg |

| Estadio Tecnológico, Monterrey Játékvezető: Valverde Salazar (Costa Rica-i) |

| 1977. október 16. |

| Salvador | 0–1   | Haiti     |
| -------- | ----- | --------- |
|          | (0–1) | Sanon 24' |

| Estadio Azteca, Mexikóváros Játékvezető: Calderón Castro (kubai) |

| 1977. október 16. |

| Kanada                     | 2–1   | Guatemala  |
| -------------------------- | ----- | ---------- |
| Parsons 20' Lenarduzzi 35' | (2–0) | Alfaro 62' |

| Estadio Azteca, Mexikóváros Játékvezető: Barreto Ruiz (uruguayi) |

| 1977. október 19. |

| Mexikó                              | 2–1   | Guatemala     |
| ----------------------------------- | ----- | ------------- |
| Vasquez 28' (11-esből) Cárdenas 81' | (1–1) | Mirtovich 44' |

| Estadio Azteca, Mexikóváros Játékvezető: Pestarino (argentin) |

| 1977. október 20. |

| Salvador             | 3–2 | Suriname            |
| -------------------- | --- | ------------------- |
| González Mario Rosas |     | Emmanuelson Olmberg |

| Estadio Tecnológico, Monterrey Játékvezető: Crokwell (bermudai) |

| 1977. október 20. |

| Kanada    | 1–1   | Haiti            |
| --------- | ----- | ---------------- |
| Bakic 89' | (0–0) | Dorsainville 70' |

| Estadio Tecnológico, Monterrey Játékvezető: Valverde Salazar (Costa Rica-i) |

| 1977. október 22. |

| Mexikó                     | 3–1   | Kanada     |
| -------------------------- | ----- | ---------- |
| Guzmán 31' 40' Sánchez 65' | (2–1) | Parsons 9' |

| Estadio Tecnológico, Monterrey Játékvezető: Moses (holland antilláki) |

| 1977. október 23. |

| Guatemala      | 2–2   | Salvador               |
| -------------- | ----- | ---------------------- |
| Rivera 58' 75' | (0–1) | Helmer 44' Montoya 85' |

| Estadio Azteca, Mexikóváros Játékvezető: De la Puente (dominikai) |

| 1977. október 23. |

| Haiti    | 1–0 | Suriname |
| -------- | --- | -------- |
| Domingue |     |          |

| Estadio Azteca, Mexikóváros Játékvezető: Oritz Pérez (hondurasi) |

Mexikó kijutott az 1978-as labdarúgó-világbajnokságra.
| Az 1977-es CONCACAF-bajnokság győztese |
| -------------------------------------- |
| MEXIKÓ 3. cím                          |

## Külső hivatkozások
- Eredmények az rsssf.com-on (angolul)